# 1,8-Nonadien
1,8-Nonadien ist eine organische chemische Verbindung aus der Gruppe der ungesättigten aliphatischen Kohlenwasserstoffe.

## Gewinnung und Darstellung
1,8-Nonadien kann durch Pyrolyse von Cyclononylacetat oder trans-Cyclononen gewonnen werden.

## Eigenschaften
1,8-Nonadien ist eine farblose Flüssigkeit.